# FIFA Presidential Award

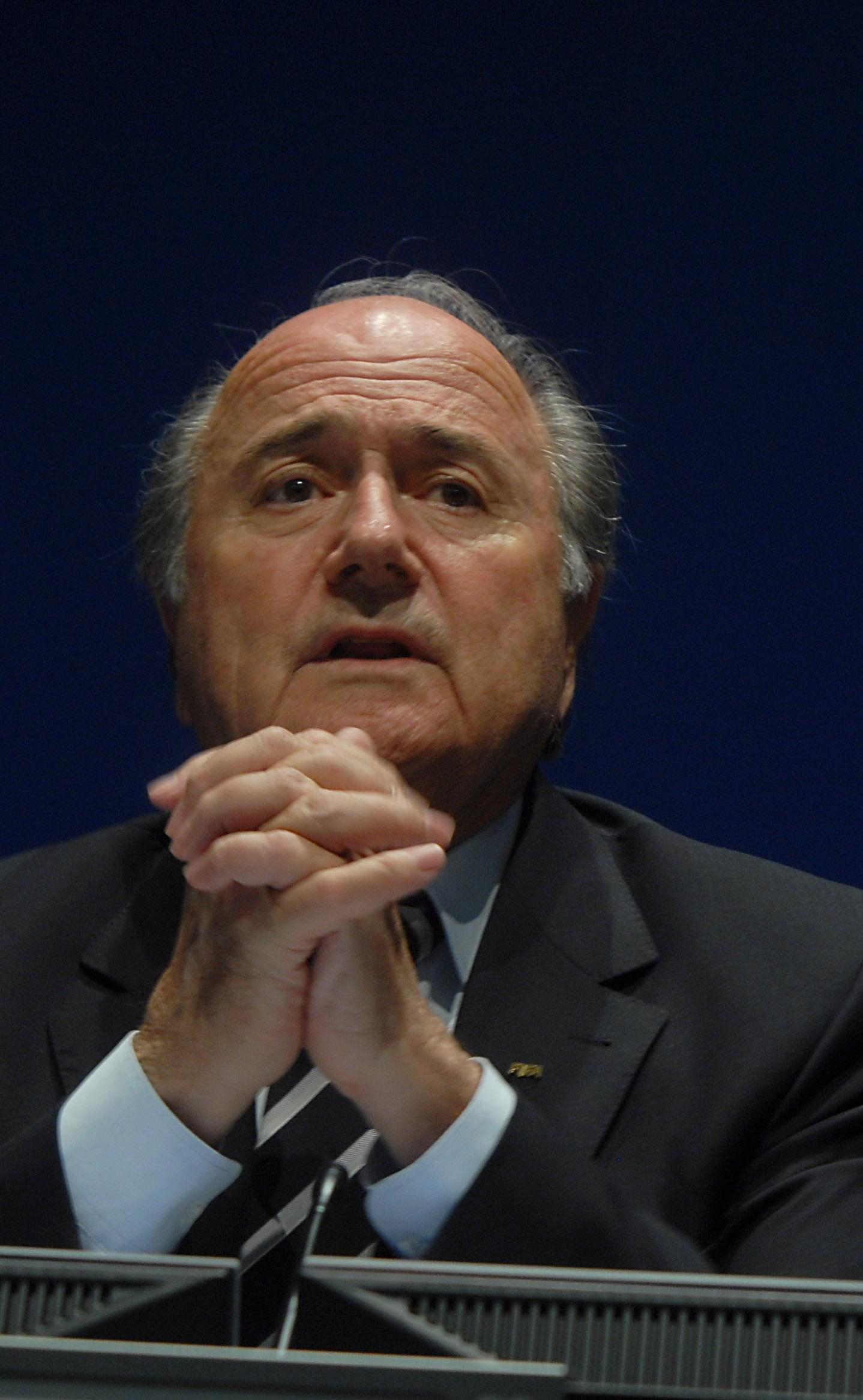
FIFA-Präsident Sepp Blatter (2007)

Der FIFA Presidential Award war eine Auszeichnung, die von 2001 bis 2014 jährlich von FIFA-Präsident Sepp Blatter verliehen wurde. Er ehrte damit besondere Leistungen und Verdienste im Zusammenhang mit dem Fußball.
Die Ehrung wurde bis 2009 bei der jährlichen FIFA World Player Gala verliehen. 2010 wurde die FIFA Ballon d’Or-Gala ins Leben gerufen, auf der die Verleihung nun stattfand. Nach Sepp Blatters Suspendierung durch die FIFA-Ethikkommission wurde der Preis ab 2015 nicht mehr vergeben.

## Preisträger
| Jahr | Name                      | Begründung |
| ---- | ------------------------- | --- |
| 2001 | Marvin Lee                | Der Kapitän der Juniorennationalmannschaft von Trinidad und Tobago zog sich im Oktober 2001 in einem Spiel eine Querschnittlähmung zu und verstarb 2003. |
| 2002 | Parminder Nagra           | Für die Hauptrolle in dem Film Kick It Like Beckham, der kulturelle Zwänge und die Universalität des Frauenfußballs thematisiert. |
| 2003 | Irakische Fußballgemeinde | Trotz Armut und Not nach dem Irak-Krieg 2003 gelang mithilfe des Deutschen Bernd Stange die Wiederbelebung des irakischen Fußballs. |
| 2004 | Haiti                     | „[...] Aus Anlass des 100-jährigen Bestehens des haitianischen Verbands organisierten Haiti und Brasilien ein Fussballspiel, das auf der vom Krieg gebeutelten Karibikinsel weit über das Sportliche hinausging. In der Ehrung der beiden Verbände widerspiegelt sich das inzwischen 100-jährige Engagement der FIFA für den Frieden, indem sie mithilfe des Fussballs Brücken baut und gegen Diskriminierung ankämpft.“ |
| 2005 | Anders Frisk              | Der schwedische Schiedsrichter trat aufgrund von Beschimpfungen und Drohungen im Rahmen eines UEFA-Champions-League-Spiels im März 2005 zurück. Die Verleihung dient als Aufruf, gegenüber Schiedsrichtern fair und respektvoll zu sein. |
| 2006 | Giacinto Facchetti        | Der Italiener war langjähriger Spieler von Inter Mailand und wurde Europameister und Vize-Weltmeister. Er war Präsident von Inter Mailand, FIFA-Instrukteur und Mitglied der FIFA-Fußballkommission und verstarb im September 2006. |
| 2007 | Pelé                      | Die brasilianische Fußballlegende ist dreimaliger Weltmeister und war nach seiner aktiven Karriere brasilianischer Sportminister. Als Botschafter der UNESCO und der Weltgesundheitsorganisation setzt er sich gegen soziale Ungerechtigkeit, Armut und Diskriminierung ein. |
| 2008 | Frauenfußball             | Der Frauenfußball wurde generell und aufgrund seiner weltweiten Verbreitung gewürdigt. Stellvertretend ging die Ehrung an die US-Nationalmannschaft als eine der erfolgreichsten Nationen. |
| 2009 | Rania von Jordanien       | Die Königin von Jordanien wurde für ihr Engagement für die Bildung von Kindern auf der ganzen Welt geehrt. |
| 2010 | Desmond Tutu              | Der südafrikanische Bischof und Friedensnobelpreisträger wurde für die Förderung der Jugend weltweit, seinen Beitrag zum Einsatz des Fußballs als Katalysator für sozialen Wandel und seine Unterstützung bei der Ausrichtung der WM 2010 geehrt. |
| 2011 | Alex Ferguson             | Der schottische Fußballtrainer – von 1986 bis 2013 27 Jahre lang Trainer bei Manchester United – wurde für seine herausragenden Verdienste für den Fußball gewürdigt. |
| 2012 | Franz Beckenbauer         | Der deutsche Fußballfunktionär wurde für seine herausragende Arbeit als Leiter des Organisationskomitees für die Fußball-Weltmeisterschaft 2006 und seine Arbeit im FIFA-Exekutivkomitee geehrt. |
| 2013 | Jacques Rogge             | Der IOC-Präsident wurde aufgrund seines Einsatzes für die Wahrung der Integrität des internationalen Sports, den Kampf gegen Doping und die Einführung neuer olympischer Disziplinen geehrt. |
| 2014 | Hiroshi Kagawa            | Der japanische Journalist wird für sein unermüdliches Engagement dafür, dass der Fußball einem breiteren Publikum zugänglich gemacht wird, seine große Leidenschaft für diesen Sport sowie für die hingebungsvolle Ausübung seines Berufs (seit 1951) ausgezeichnet. |
| 2015 | nicht vergeben            | - |

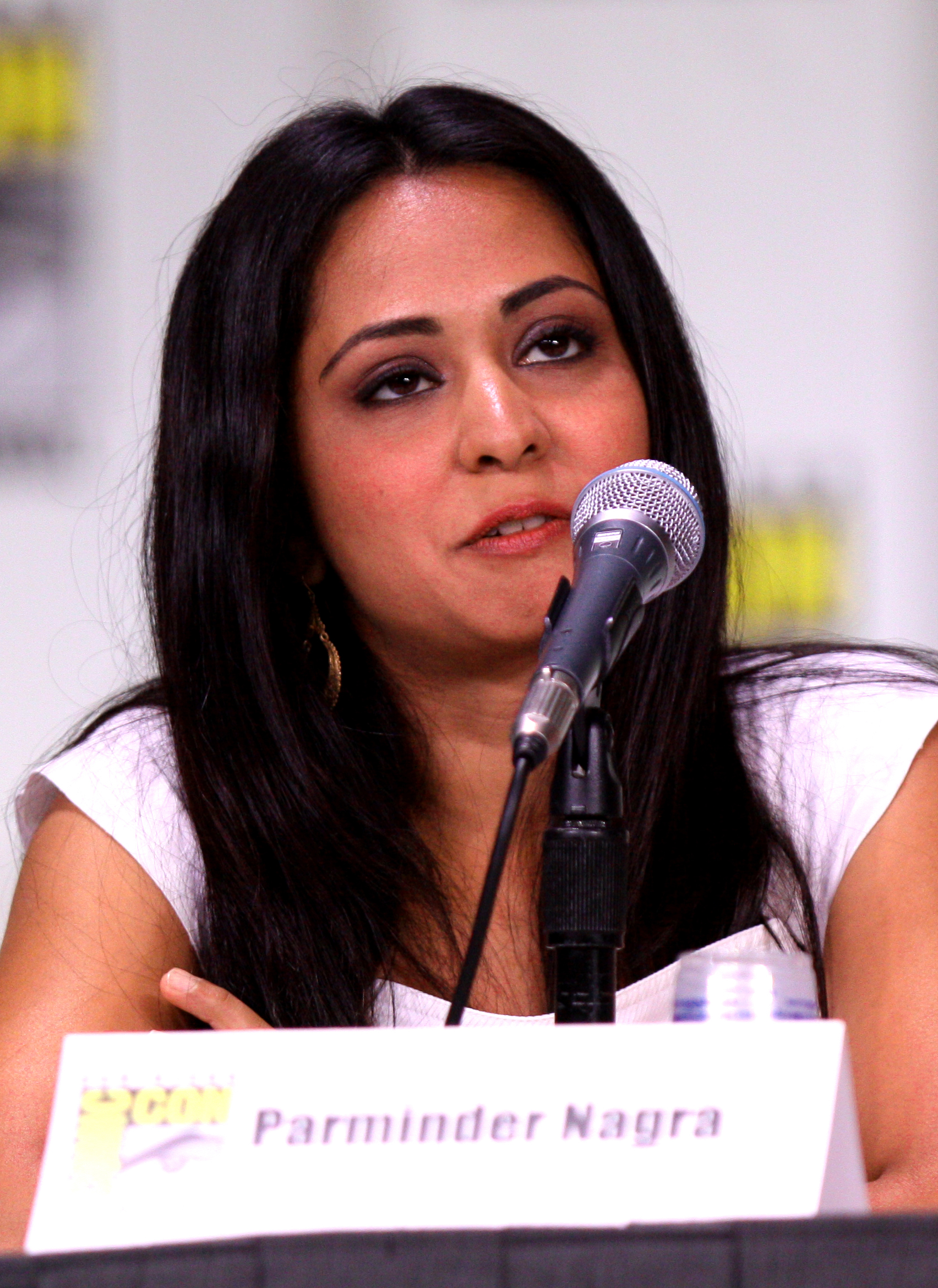
Schauspielerin Parminder Nagra, Preisträgerin 2002
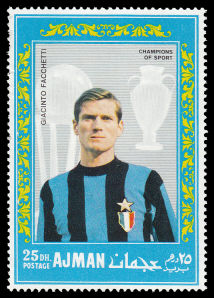
Giacinto Facchetti auf einer Briefmarke, Preisträger 2006
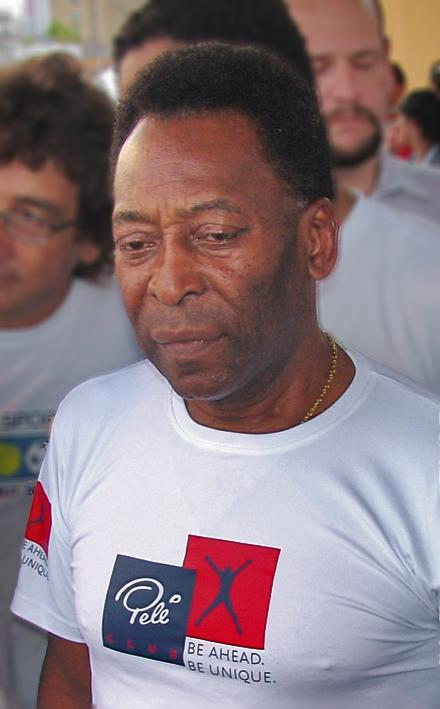
Pelé, Preisträger 2007
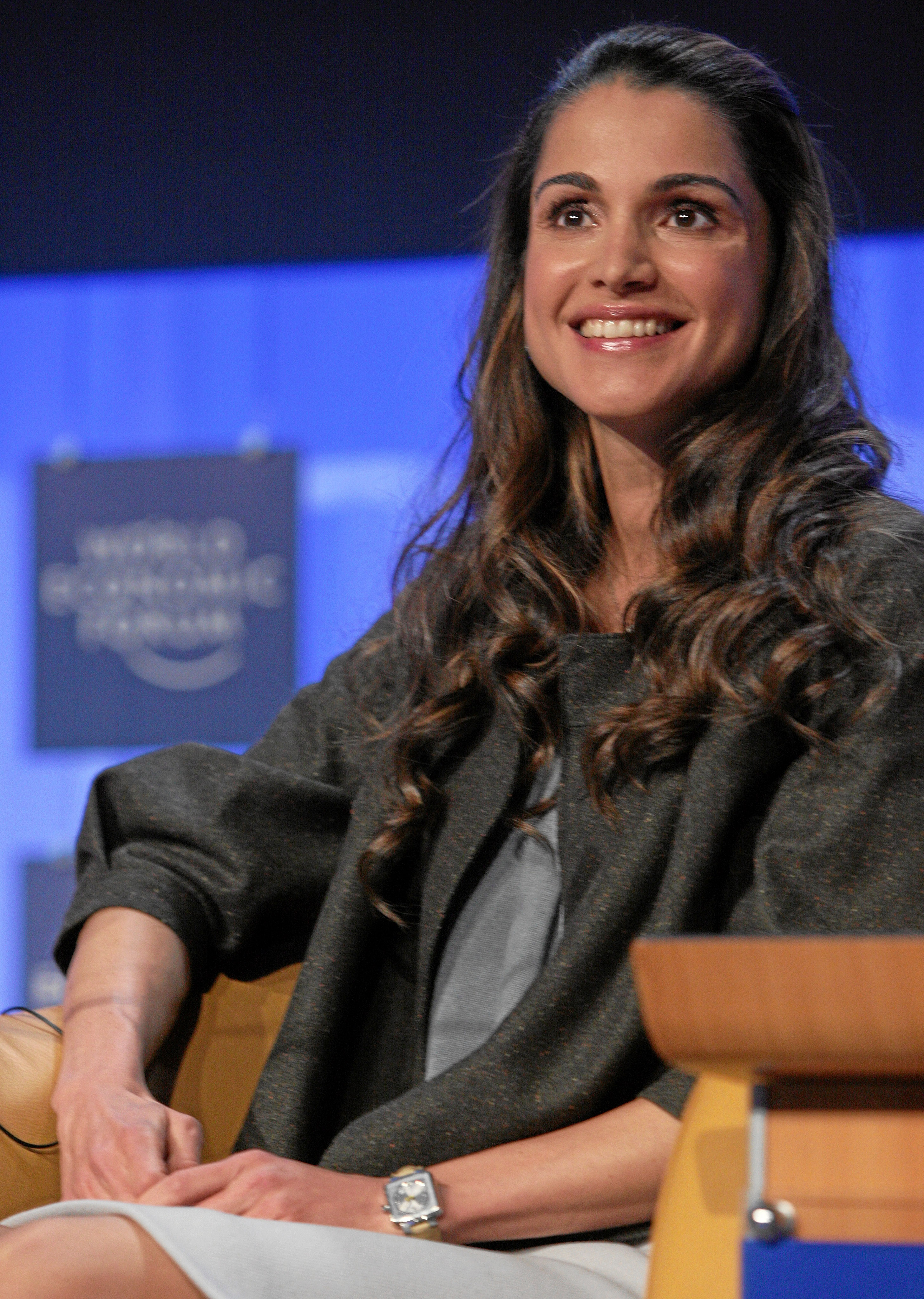
Königin Rania von Jordanien, Preisträgerin 2009
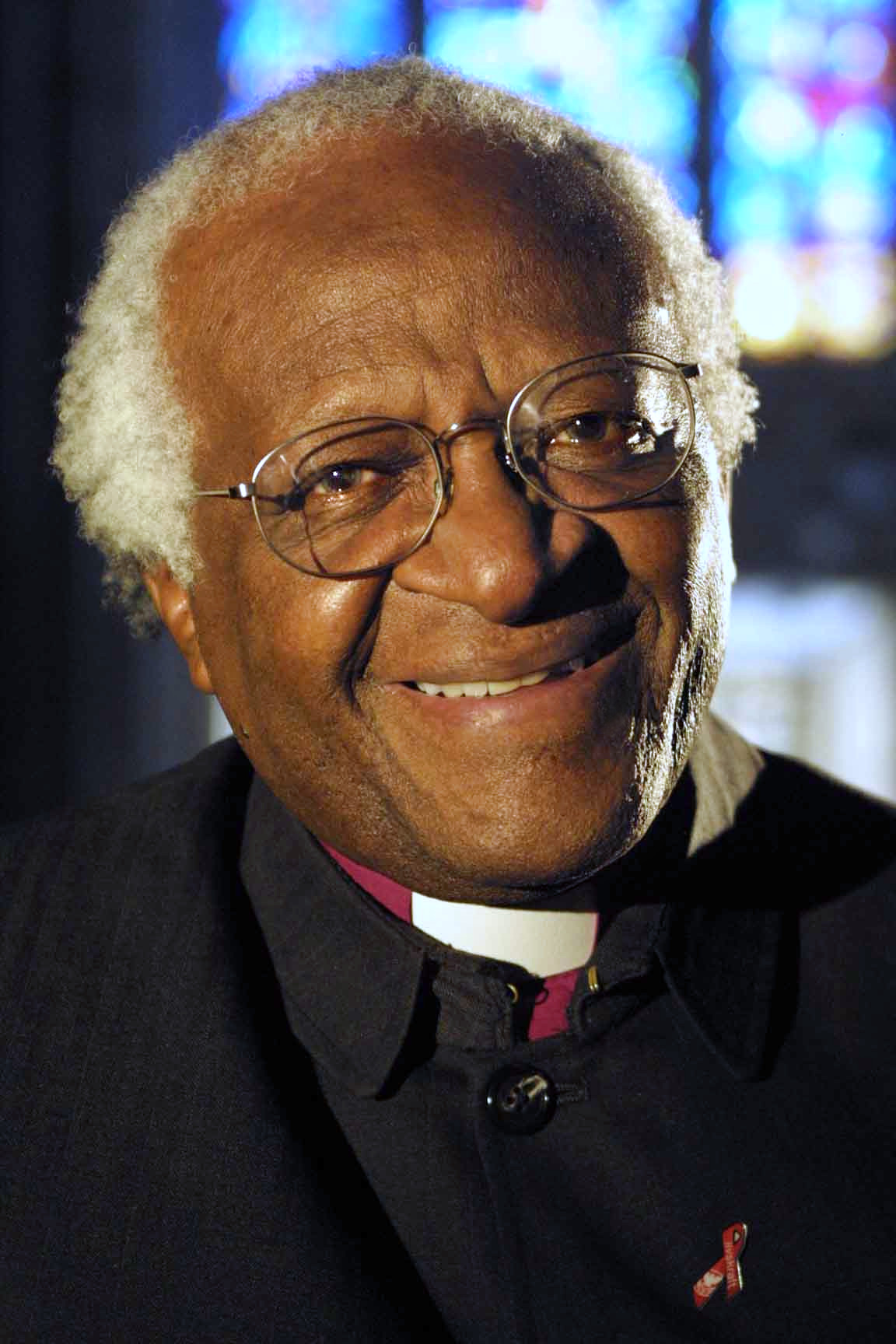
Bischof Desmond Tutu, Preisträger 2010
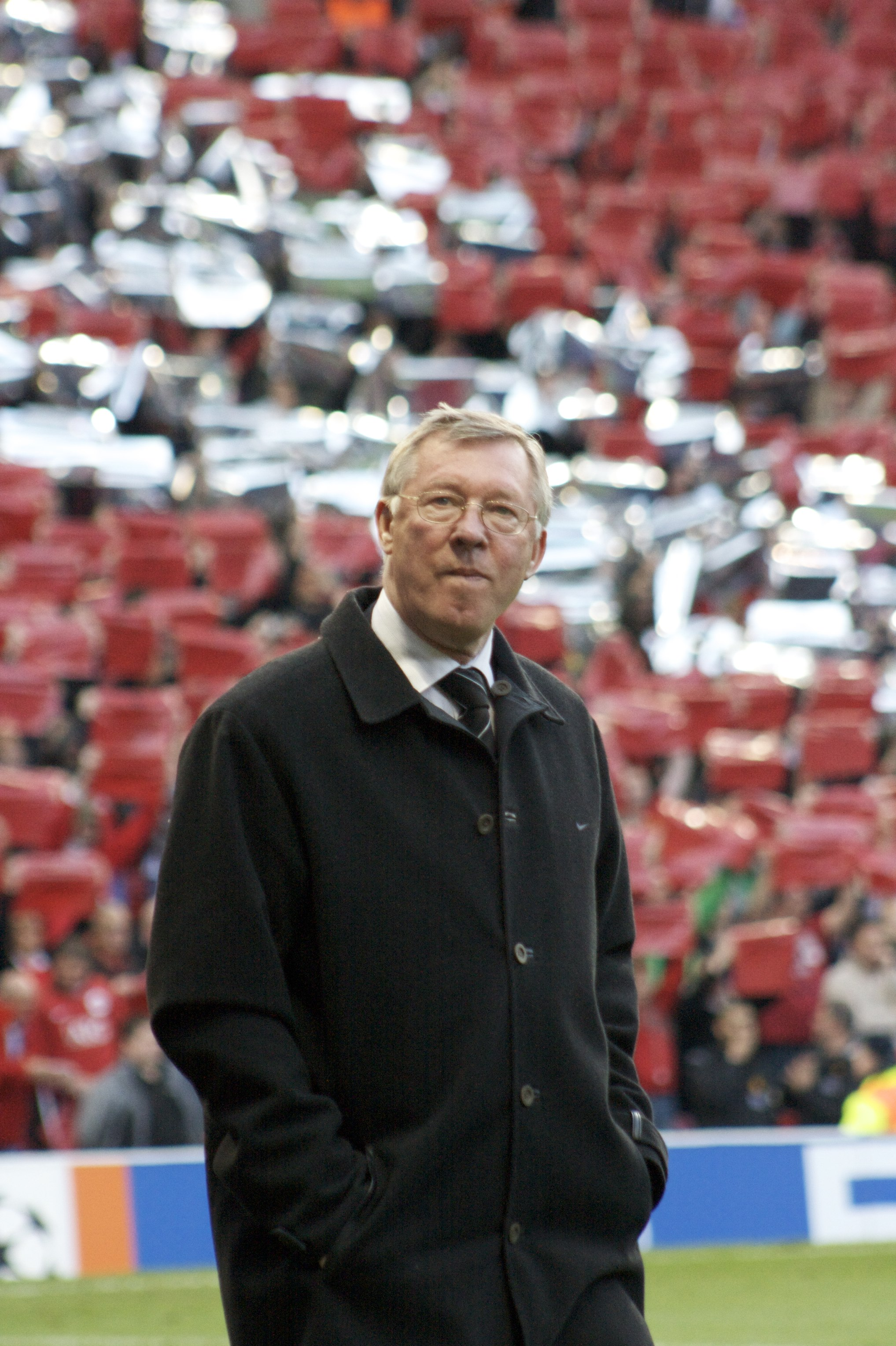
Sir Alex Ferguson, Preisträger 2011
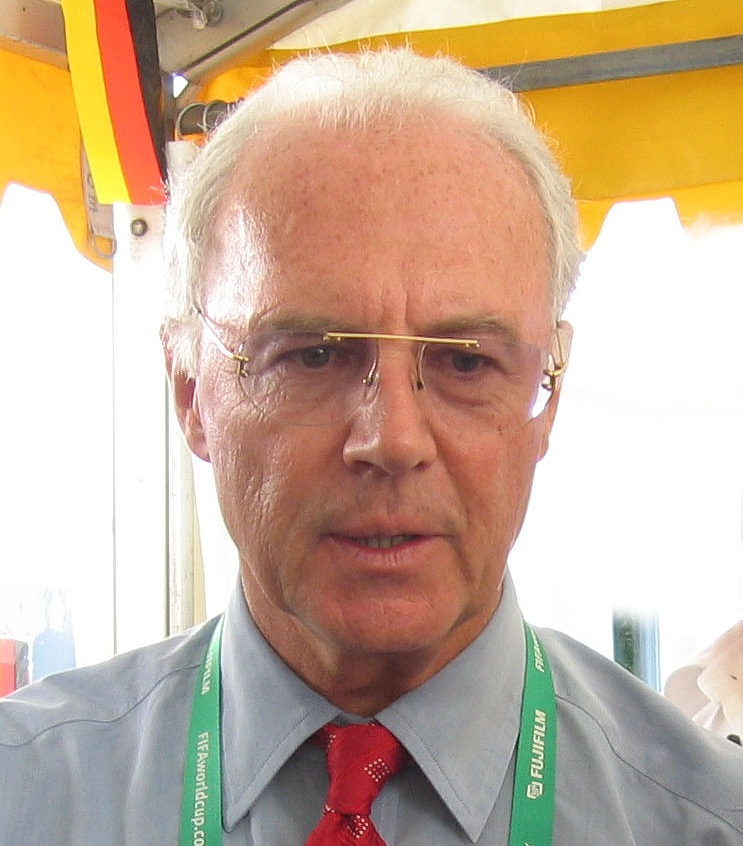
Franz Beckenbauer, Preisträger 2012
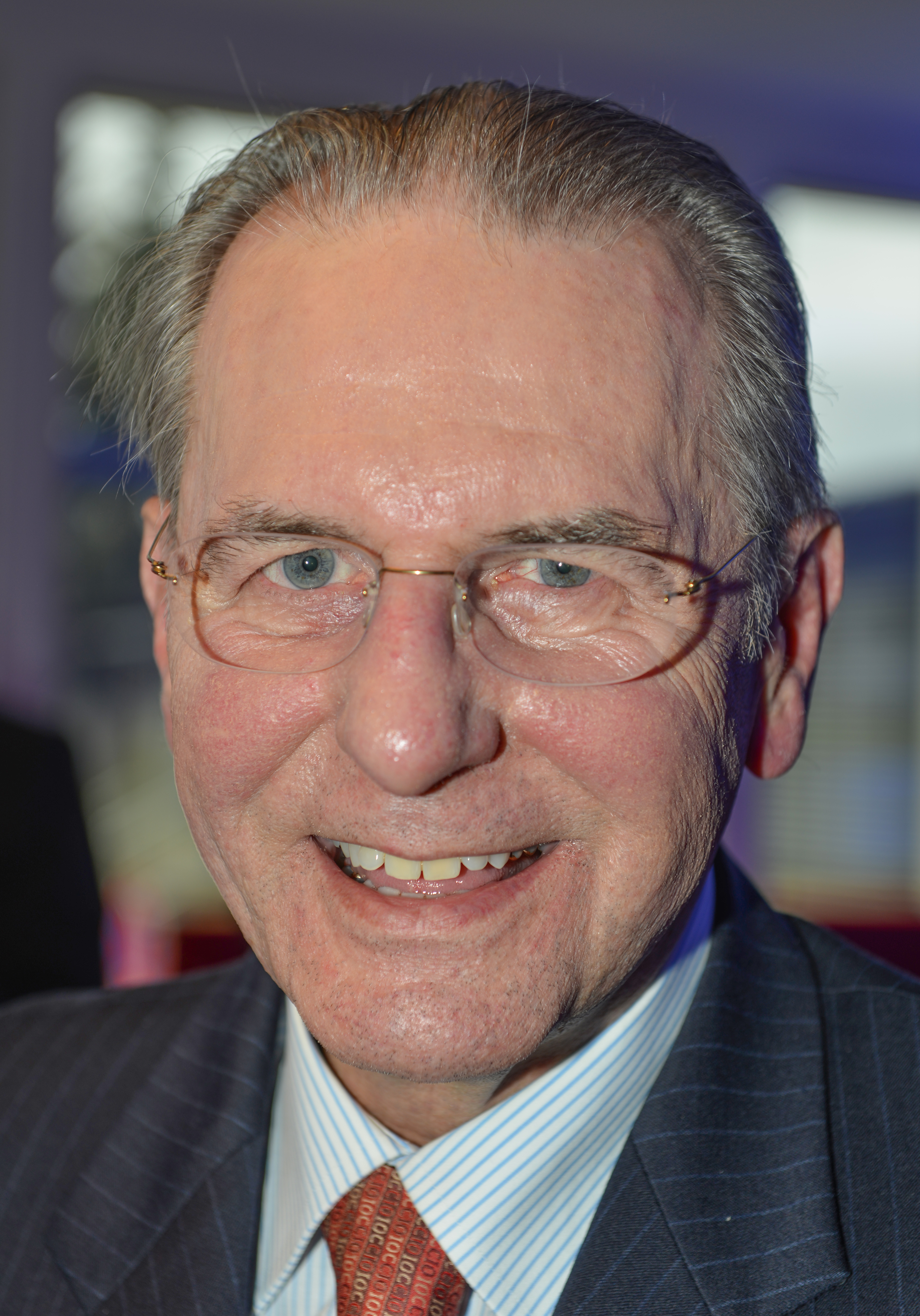
Jacques Rogge, Preisträger 2013